# Église Saint-Maurice de Soultz-Haut-Rhin
L'église Saint-Maurice est une église catholique située à Soultz-Haut-Rhin, en France.

## Localisation
L'église est située dans le département français du Haut-Rhin, sur la commune de Soultz-Haut-Rhin.

## Historique
L'édifice est classé au titre des monuments historiques en 1920.

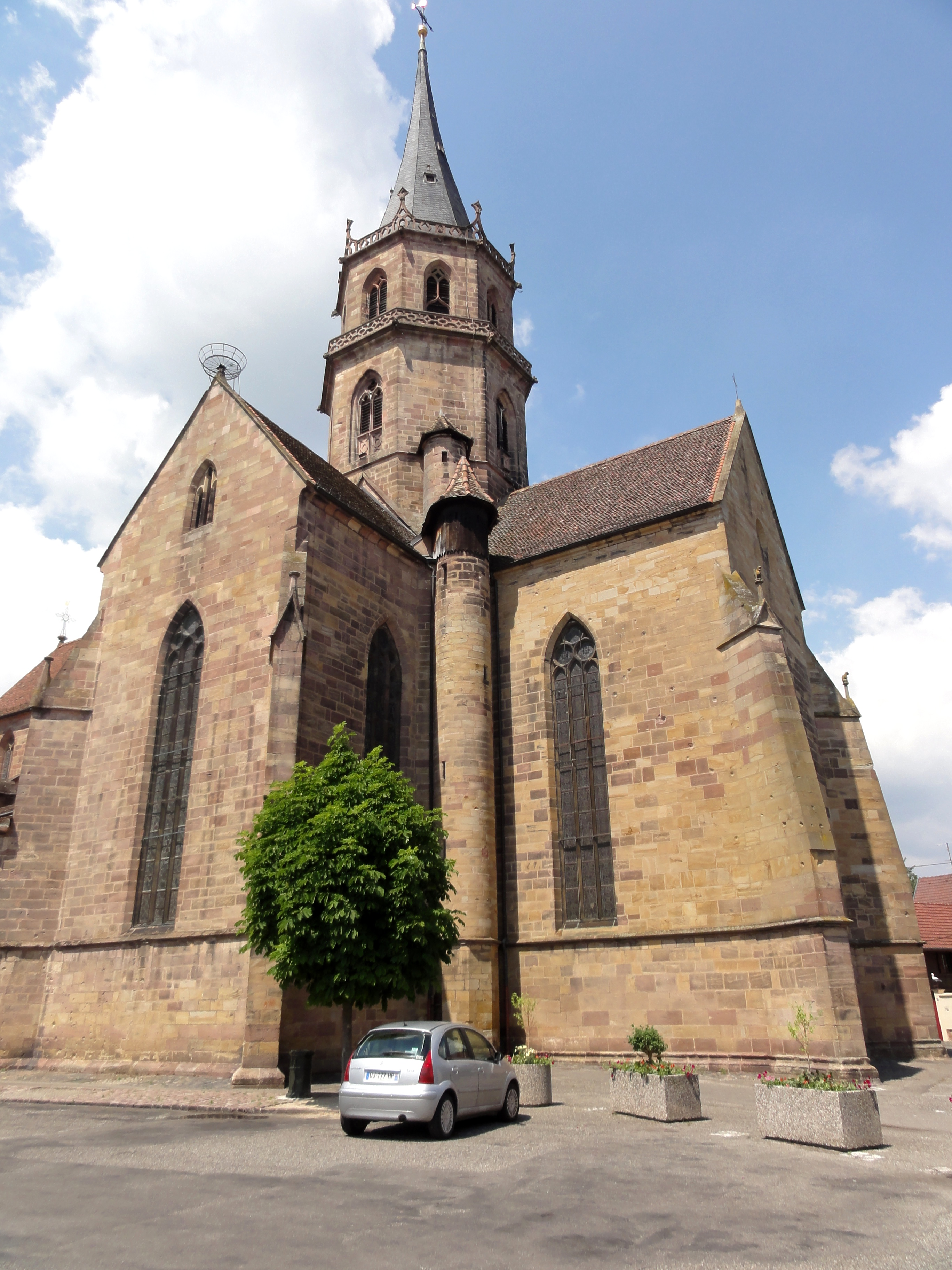
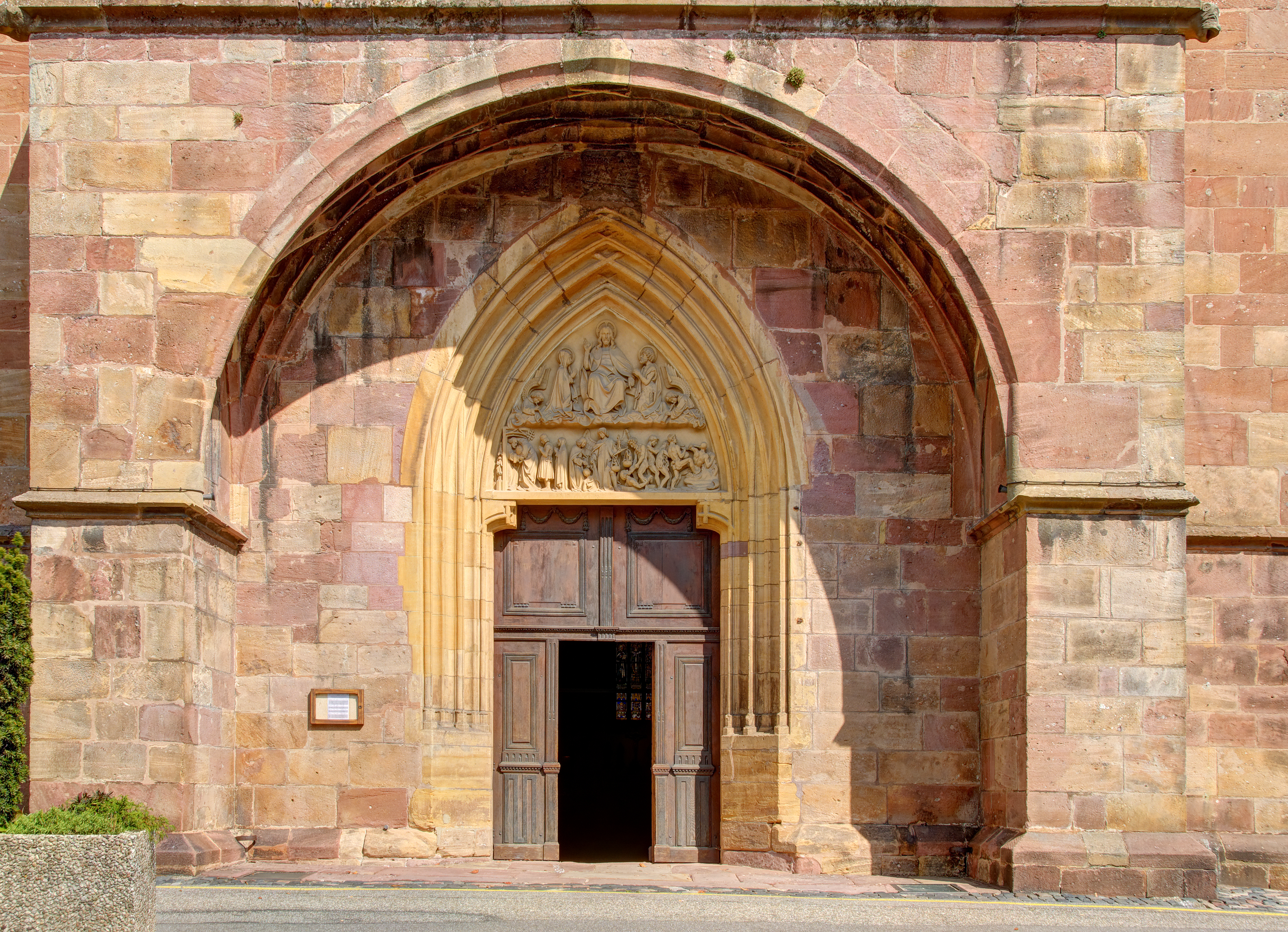
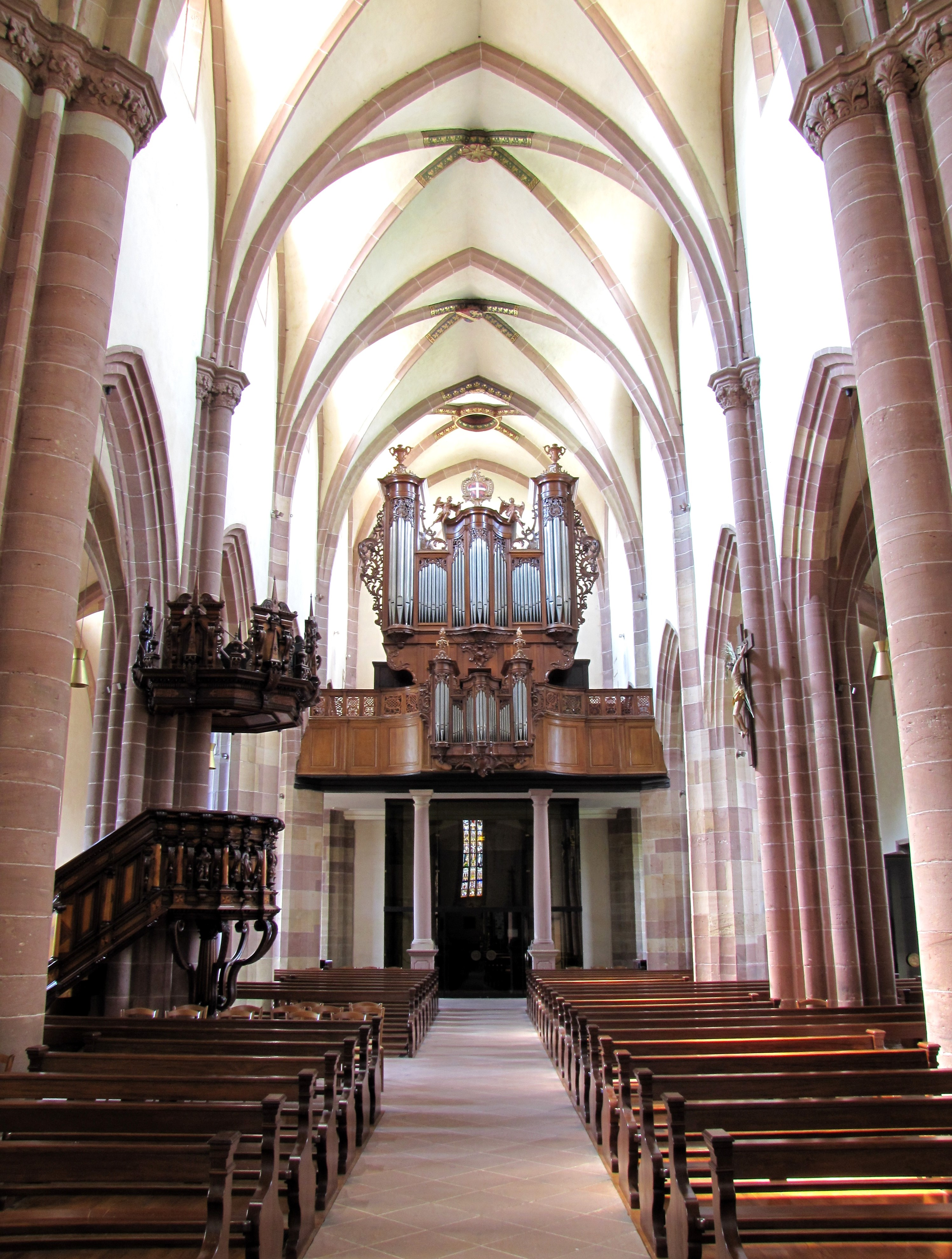
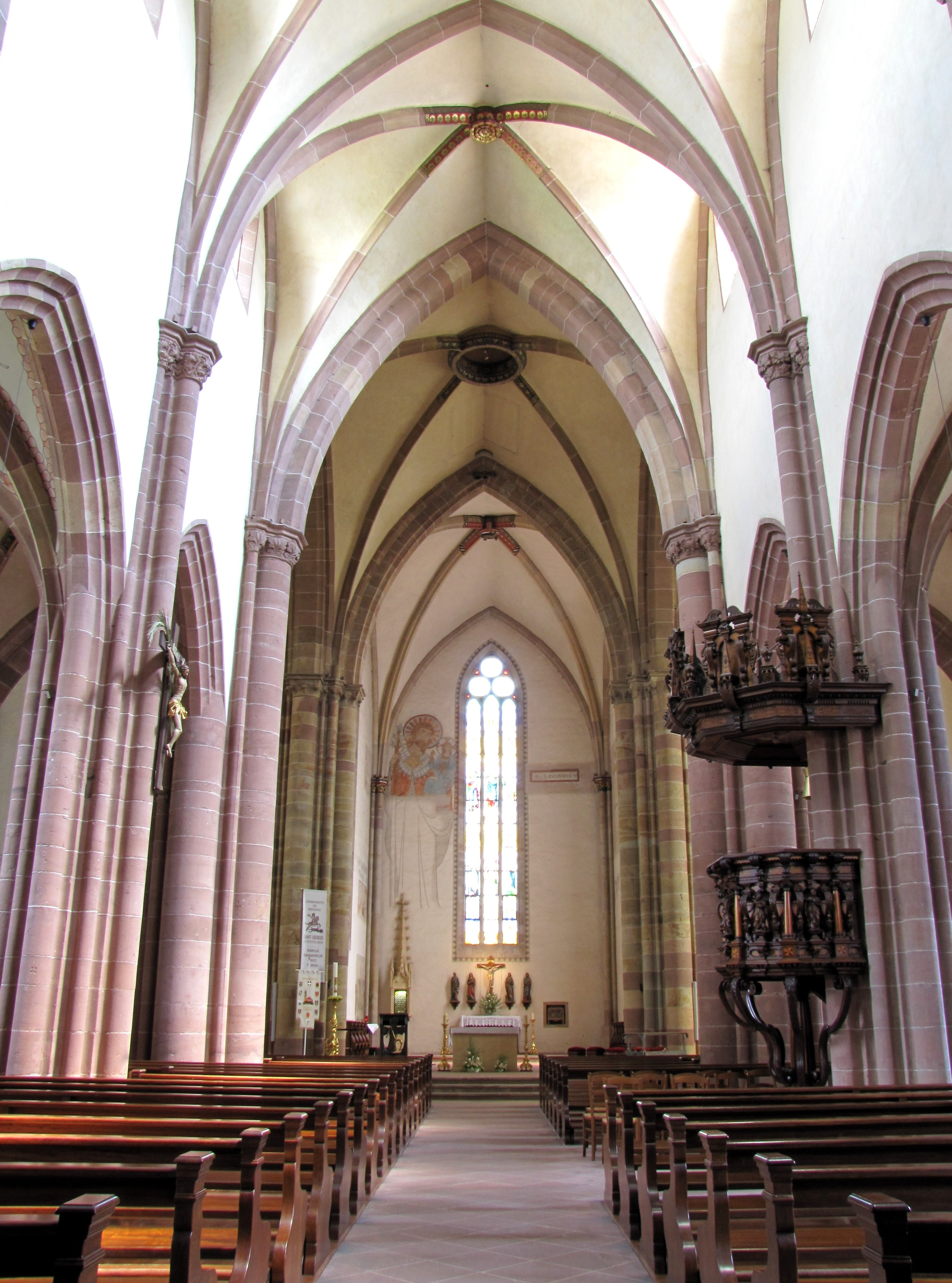
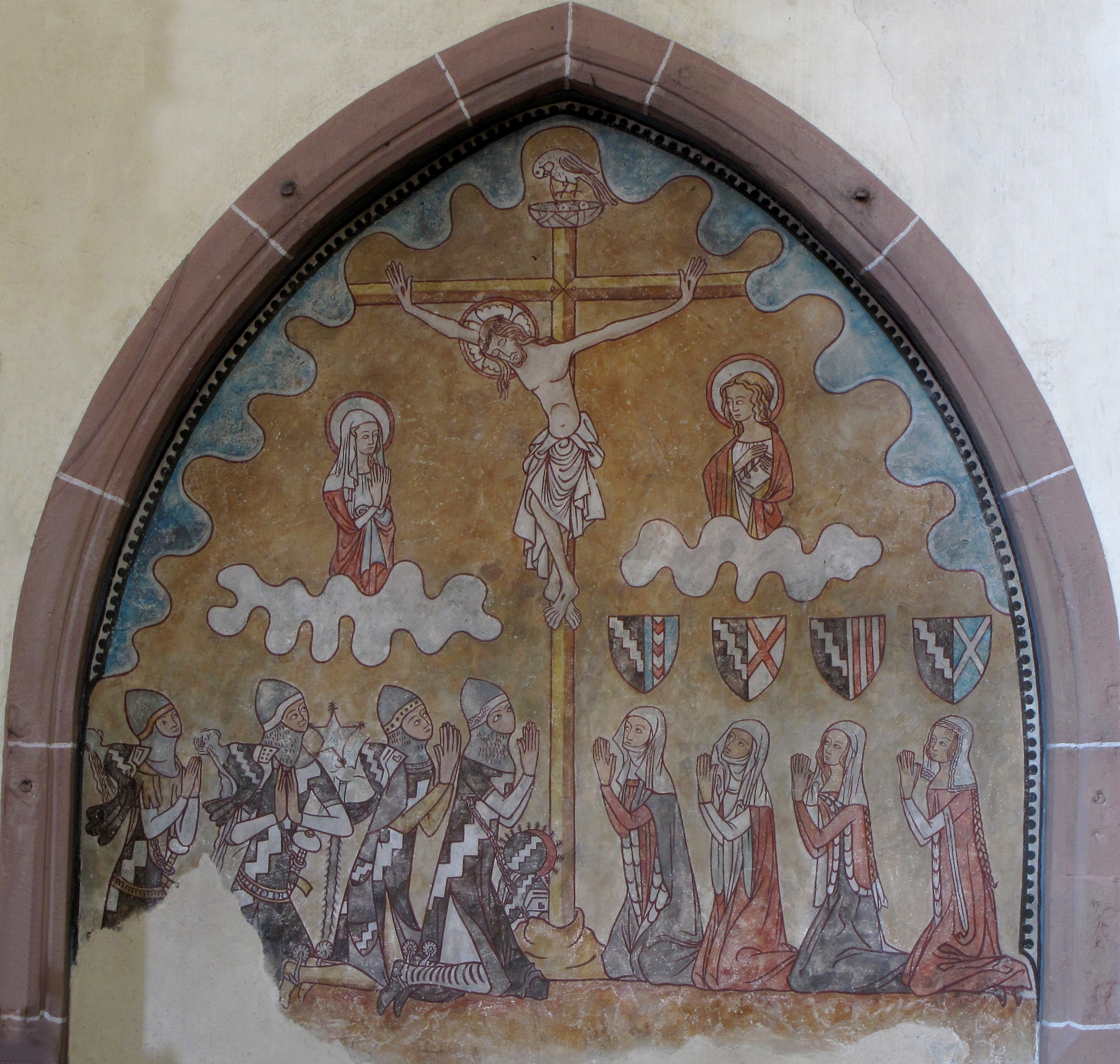
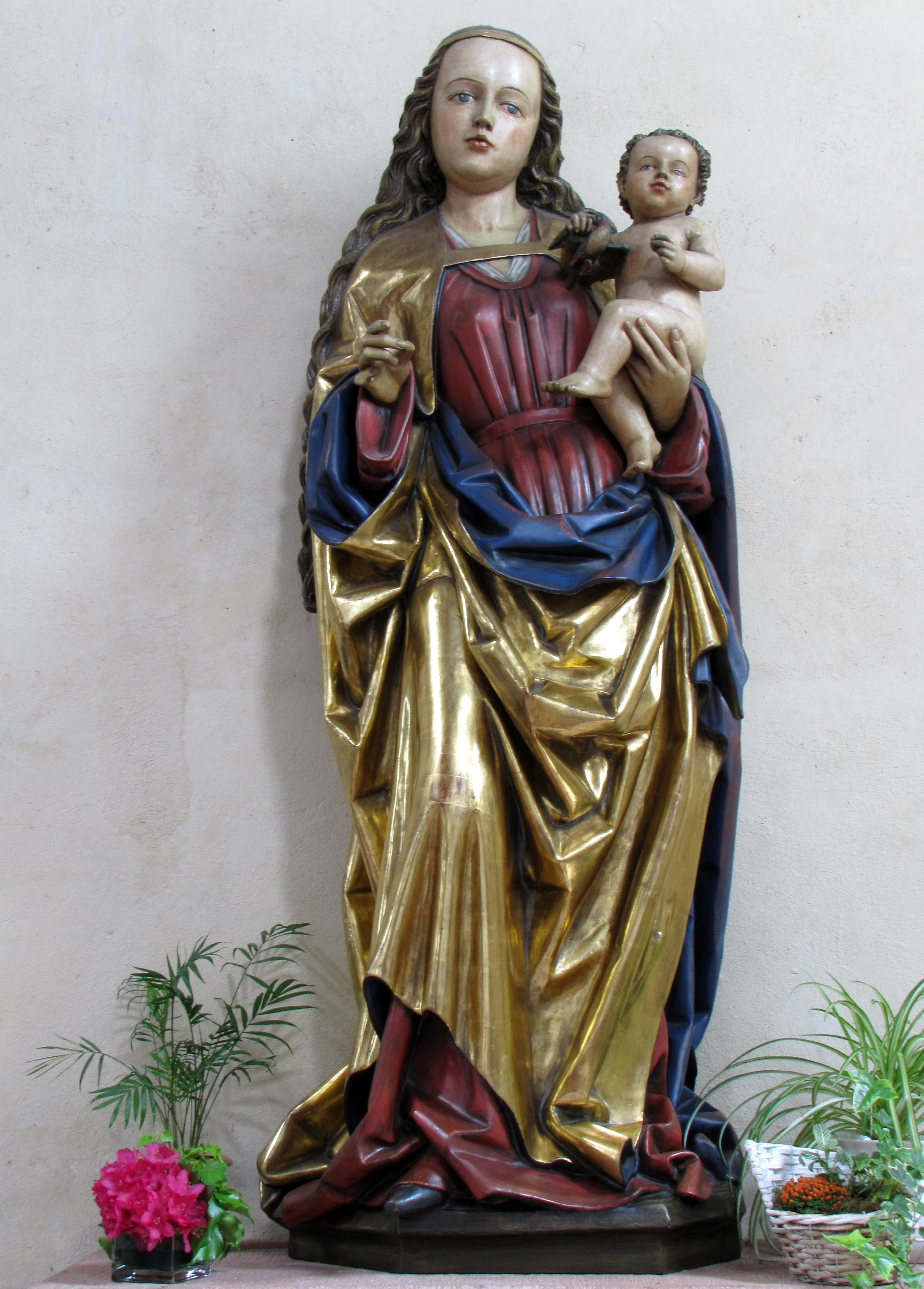
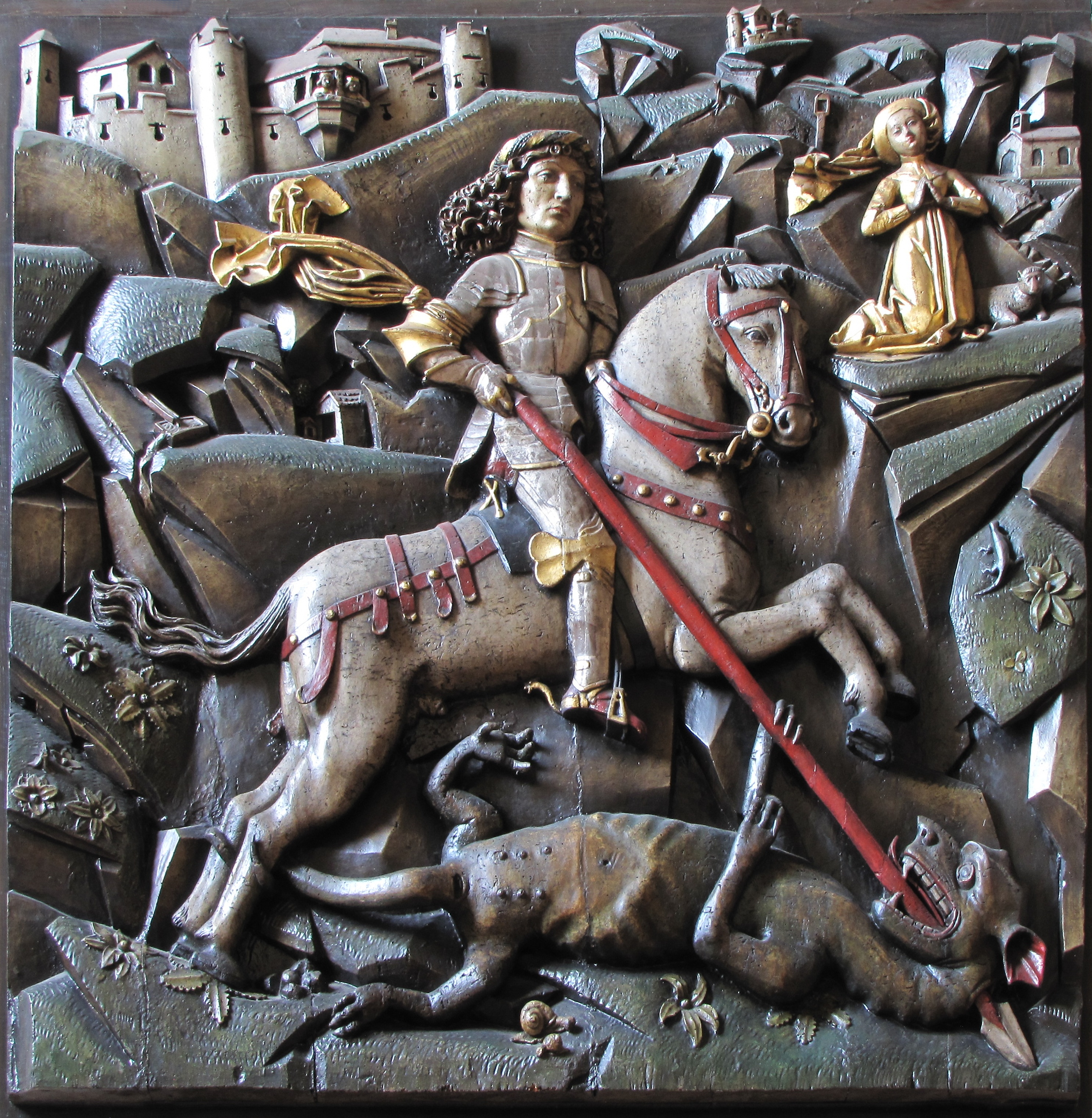